# Heterophleps refusata
Heterophleps refusata är en fjärilsart som beskrevs av Walker 1861. Heterophleps refusata ingår i släktet Heterophleps och familjen mätare. Inga underarter finns listade i Catalogue of Life.